# Alissa Jung
Alissa Jung (Münster (Észak-Rajna-Vesztfália), 1981. június 30.) német színésznő és orvos.

## Élete
Burkhard Jung (SPD) jelenlegi lipcsei főpolgármester négy közül legidősebb lányaként, Münsterben született.
1992 és 1999 között az MDR gyermekhangjàtékaiban szerepelt, gyermekfilmeket és -sorozatokat szinkronizált. 1996-tól kezdett színdarabokban fellépni (többek közt a lipcsei Evangelisches Schulzentrum Leipzig Theaterhaus Schillében mint  Antigoné  és a Schauspiel Leipzigben Jeff Noon Sárga című darabjában. Miután ott felfedezték tehetségét, 1998-ban, 16 éves korában az ARD In aller Freundschaft című tévésorozatában debütált. Azután sok filmben és televíziós produkcióban tűnt fel: 2006-ban a Nelly Heldmann Sat.1-es tévésorozatban, a Schmetterlinge im Bauchban, a Des Kaisers neue Kleiderben vagy a the Sat.1-es filmben, a Im Brautkleid meiner Schwesterben. 2012-ben a kétrészes Názáreti Mária koprodukciós film címszerepét, majd a Zweisitzrakete és az Open my Eyes főszerepét alakitotta.
2017-ben orvosként ledoktorált
2019-ben a kritikusok által is elismert Das Menschenmögliche (Az emberség határai) című filmben tért vissza a képernyőre.
2008-ban ő kezdeményezte az „Iskolákat Haitinek” kampányt, 2011-től a "Pen Paper Peace" egyesület elnöke volt, Közép-Amerika és Európa oktatásán munkálkodott. Egyebek között két iskolát finanszírozott Port-au-Prince-en, Haitin és nevelési projektet szervezett a gyermekek globális támogatására Németországban és Olaszországban.

## Magánélete
Jan Hahn műsorvezetővel 2006 őszéig Berlinben élt élettársi kapcsolatban. Két gyermekük született: Lenius (1999!) és Julina (2004).
Jelenleg Luca Marinelli olasz színész az élettársa, akivel a Názáreti Mária forgatásán, 2012-ben jött össze.

## Filmográfiája
- 1998–2005: In aller Freundschaft (63 epizód)
- 2000: Küss mich, Frosch (TV-film)
- 2001: Besuch aus Bangkok (TV-film)
- 2002–2003: Körner und Köter (9 epizód)
- 2003: SOKO Köln – Blutige Beichte
- 2004: SOKO Leipzig – Sein letztes Date
- 2004: Hallo Robbie! – Flaschenpost
- 2004: Die Wache – Schein und Sein
- 2005: Die Rettungsflieger – Trennung
- 2006: Der erste Engel
- 2006–2007: Schmetterlinge im Bauch (123 epizód)
- 2007: Frühstück mit einer Unbekannten (TV-film)
- 2007: Kommissar Stolberg – Der Sonnenkönig
- 2007: SOKO Wismar – Spitzenleistung
- 2008: Im Tal der wilden Rosen – Fluss der Liebe
- 2008: Christiane Sadlo – Hochzeit in Hardingsholm
- 2008: Griechische Küsse (TV-film)
- 2008: Cobra 11: 176 – Bármi áron (Leben und leben lassen)
- 2009: Küstenwache – Grausame Täuschung
- 2010: SOKO Köln – Entführt
- 2010: Tetthely: 753 – Der Polizistinnenmörder
- 2010: Schafe zählen
- 2010: Rosamunde Pilcher – Wenn das Herz zerbricht
- 2010: Des Kaisers neue Kleider (TV-film)
- 2011: Im Brautkleid meiner Schwester (TV-film)
- 2012: Názáreti Mária (Maria di Nazaret) (kétrészes film)
- 2012: Open my Eyes (Kino/England)
- 2012: Zweisitzrakete (Kino/Österreich)
- 2013: Morden im Norden – Auf Herz und Nieren
- 2014: Die Familiendetektivin – Brüderchen und Schwesterchen
- 2014: Alarm für Cobra 11 – Lackschäden
- 2014: Die Bergretter – Gefangen im Eis
- 2015: Bettys Diagnose – Fieber
- 2015: SOKO München – Die Kinder der Agathe S.
- 2015: Einfach Rosa – Die Hochzeitsplanerin (TV-sorozat)
- 2016: Inga Lindström – Gretas Hochzeit
- 2019: Das Menschenmögliche (TV-film)

## Fordítás
- Ez a szócikk részben vagy egészben  az   Alissa Jung című angol Wikipédia-szócikk ezen változatának fordításán alapul.  Az eredeti cikk szerkesztőit annak laptörténete sorolja fel. Ez a jelzés csupán a megfogalmazás eredetét és a szerzői jogokat jelzi, nem szolgál a cikkben szereplő információk forrásmegjelöléseként.